# Zwischen den Stunden
Zwischen den Stunden ist eine deutsche Web-Soap aus dem Jahr 2000. Sie war die erste deutsche Serie, die speziell für das Internet und nicht für ein Fernsehprogramm entwickelt worden war. Regie führte Ute Hilgefort.

## Hintergrund
Sendestart war am 6. November 2000 im Online-Angebot des Fernsehsenders RTL. Montag, Mittwoch und Freitag ab 12 Uhr Mittags war jeweils die neuste Folge ansehbar. Jede Folge war dreieinhalb Minuten lang. Zu dieser Zeit war das Internet noch nicht ausreichend schnell, um eine Performance wie im Fernsehen zu erreichen, worauf die Macher der Serie besondere Rücksicht nehmen mussten und zum Beispiel schnelle Kamerafahrten vermieden.
Inhaltlich beschäftigte sich die Reihe mit acht Berliner Jugendlichen und ihren Problemen, wie sie sie in den Schulstundenpausen abhandeln. Darsteller waren unter anderen Yasmin Alchy, Agnieszka Guzikowska, Marc Rohde, Ellenie Salvo González, Henner Heede und Torsten Schwick. Für die Produktion zeichneten Jan-Pelgrom de Haas und das Unternehmen Grundy/UFA verantwortlich, das für RTL zudem Gute Zeiten, schlechte Zeiten produziert.

## Wirkung
Die als Experiment angekündigte Internetserie war kein großer Erfolg, es blieb bei einem wenige Wochen währenden Versuch. Allerdings hatte Zwischen den Stunden einen frühen Nachfolger, die ZDF-Online-Serie Etage zwo (2000). Heute sind Internet-TV und auch Netzserien eine gängige Spielart im Internet.